# Myrosma boliviana
Myrosma boliviana är en strimbladsväxtart som beskrevs av Ludwig Eduard Loesener. Myrosma boliviana ingår i släktet Myrosma och familjen strimbladsväxter.
Artens utbredningsområde är Bolivia. Inga underarter finns listade.